# Prestidigitació

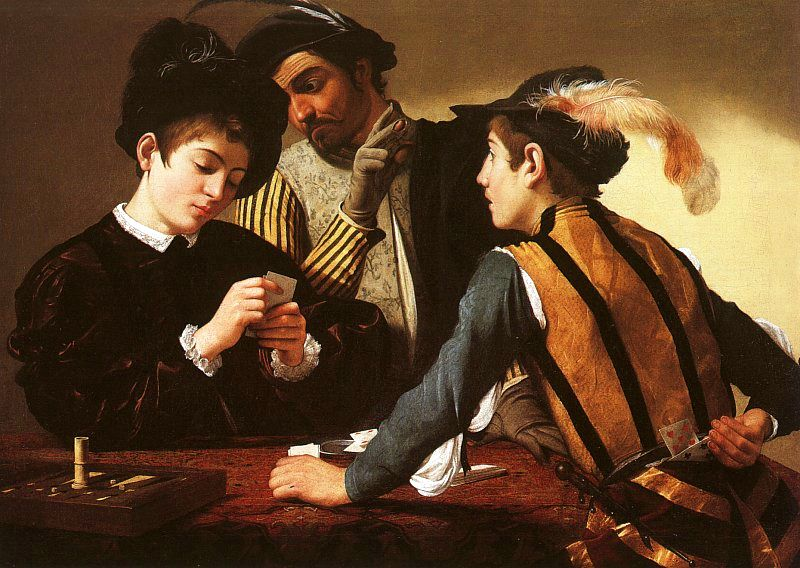
Un jugador fa trampa per guanyar una partida de cartes.

La prestidigitació o jocs de mans és una habilitat motora fina utilitzada usualment per manipular o entretenir. En l'entreteniment, és l'art i espectacle d’habilitat i enginy consistent a produir efectes d’aparença inexplicable, tot desconeixent l'espectador les causes que els produeixen. Està estretament relacionat amb la màgia de prop, la cartomàgia, l'habilitat per lluir-se amb el moviment de les cartes i el robatori. A causa del seu gran ús i pràctica per part dels il·lusionistes, la prestidigitació es confon sovint com una branca de la màgia. Però en realitat es tracta d'un gènere separat d'entreteniment i molts artistes la practiquen com a habilitat independent. Entre els pioners dels jocs de mans que han rebut reconeixement internacional hi ha Dan i Dave, Ricky Jay, Derek DelGaudio, David Copperfield, Yann Frisch, Norbert Ferré, Dai Vernon, Cardini, Tony Slydini i Helder Guimarães.

## Etimologia i història
Els sinònims comuns de llatí i francès inclouen prestidigitation i legerdemain respectivament. Sèneca el Jove, filòsof de l'Edat de Plata de la literatura llatina, va comparar cèlebrement les tècniques retòriques i les tècniques il·lusionistes.

### Relació amb màgia de prop
El joc de mans s'utilitza sovint en màgia de prop, on els jocs de joc es realitzen amb el públic a prop del mag, generalment en contacte físic o entre 3 i 4 metres. Aquest contacte proper elimina les teories del públic comprat i l'ús de trucs. Fa ús d'objectes quotidians com a accessoris, com ara targetes, monedes, gomes elàstiques, paper i telèfons. Un joc ben fet sembla un gest normal, natural i completament innocent, el canvi de posició de la mà o postura corporal. A més de la destresa manual, el joc de mans en la màgia de primer pla depèn de l'ús de la psicologia, el temps, l'engany i la coreografia natural per aconseguir un efecte màgic.

### Relació amb la màgia escènica
El joc de mans durant les actuacions de màgia escènica no és habitual, ja que la majoria d'esdeveniments i acrobàcies de màgia es realitzen amb objectes visibles per a un públic molt més gran, però, tanmateix, sovint ho fan molts intèrprets escènics. Els trucs de màgia més comuns que es fan amb joc de mans a l'escenari són manipulacions de cordes amb una persona del públic per descartar la possibilitat d'engany i trucs de cartes sobre una taula, amb una càmera gravant en directe, permetent a la resta del públic veure l'actuació en una pantalla gran. El mag escènic aclamat mundialment David Copperfield sovint inclou il·lusions amb jocs de mans en els seus espectacles escènics.

### Relació amb les cartes trampa
Tot i que s'utilitza principalment amb finalitats d'entreteniment i comèdia, la prestidigitació també s'utilitza per enganyar als casinos i les instal·lacions de joc d'arreu del món. Les maneres habituals d'enganyar professionalment als jocs de cartes amb jocs de mans inclouen palmejar, canviar, abandonar i robar cartes de la taula. Aquestes tècniques impliquen una mala direcció extrema i anys de pràctica. Per aquestes raons, el terme joc de mans sovint comporta associacions negatives de deshonestedat i engany a moltes sales de jocs d'atzar, i molts mags coneguts arreu del món estan prohibits públicament als casinos, com el mentalista britànic i mag de prop Derren Brown, que no pot entrar a cap casino de Gran Bretanya.

### Relació amb les floritures movent cartes

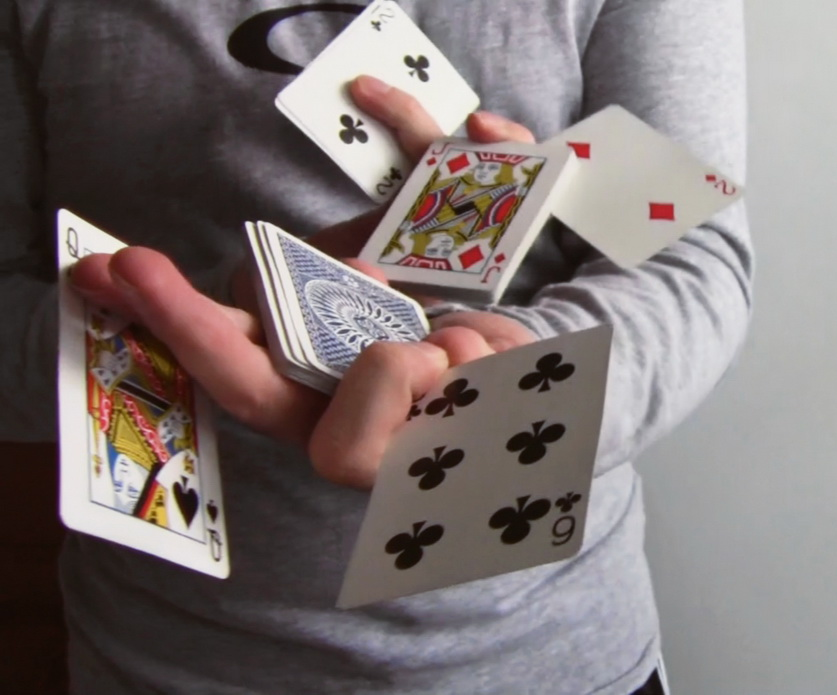
Moure les cartes amb gràcia amb les mans està estretament relacionat amb els jocs de mans

A diferència dels trucs de cartes que es fan al carrer o a l'escenari i de l'engany de cartes, moure les cartes amb gràcia consisteix únicament a impressionar sense il·lusions, enganys, mala direcció i altres elements que s'utilitzen habitualment en trucs de cartes i trampes amb cartes. És l'art de fer gaudir amb el moviment de les cartes, i està pensat per ser visualment impressionant i donar l'aparença de ser difícil d'executar. S'associa sovint amb trucs de cartes, però molts artistes de jocs de mans ho fan sense considerar-se mags ni tenir cap interès real en trucs de cartes.

### Relació amb el llançament de cartes
L'art de llançar cartes consisteix generalment a llançar cartes estàndard amb una velocitat i precisió molt alta, prou potent per a tallar fruites com les pastanagues i fins i tot els melons. Igual que el floriment, llançar cartes es fa per impressionar al públic i no inclou elements màgics. El mag Ricky Jay va popularitzar el llançament de cartes en la indústria dels jocs de mans amb la publicació del seu llibre Cards as Weapons de 1977, que es va vendre bé i va tenir elogis de la crítica. Alguns trucs de màgia, tant en primer pla com a l'escenari, estan molt relacionats amb el llançament de cartes.